# Walter Gehmann
Walter Gehmann (ur. 21 września 1912 w Bremerhaven, zm. 24 maja 2012) – niemiecki strzelec i konstruktor sprzętu strzeleckiego, mistrz świata.

## Życiorys
Był synem księgowego. Młodość spędził w Müllheim im Markgräflerland. W 1934 roku podjął pracę w Deutsche Waffen- und Munitionsfabriken. W 1949 roku założył firmę Gehmann GmbH & Co. KG, mającą siedzibę w Karlsruhe (firma kontynuowała swoją działalność w XXI wieku, będąc znanym producentem sprzętu używanego w strzelectwie sportowym). Gehmann zajmował się konstruowaniem akcesoriów strzeleckich oraz badaniami nad amunicją i balistyką, będąc autorem ponad 80 patentów. W 1939 roku jako pierwszy w Niemczech opracował specjalistyczną kurtkę i rękawicę, mające zastosowanie wyłącznie w strzelectwie. Miał również istotny wkład w międzynarodowy rozwój amunicji myśliwskiej. 
Ze strzelectwem Gehmann zetknął się po raz pierwszy w 1929 roku, gdy został zabrany przez kolegę na strzelnicę klubu Schützengesellschaft Müllheim. W tym samym roku został juniorskim mistrzem Badenii-Wirtembergii w drużynowym strzelaniu z karabinu małokalibrowego. 6 lat później był mistrzem Niemiec. Członek kadry narodowej na mistrzostwach świata w latach 1935, 1937, 1939, 1952 i 1954. Gehmann zdobył na nich cztery medale – jedyny tytuł mistrzowski osiągnął na turnieju w 1939 roku, podczas którego zwyciężył w karabinie wojskowym leżąc z 300 m. Pozostałe trzy podia wywalczył w konkurencjach drużynowych, w tym srebro i brąz w 1939 roku oraz brąz 13 lat później. Karierę strzelecką zakończył w 1955 roku, mając w dorobku 24 tytuły mistrza kraju.
Uczestniczył w odbudowie Niemieckiego Związku Strzelectwa Sportowego. W latach 1951–1953 był dyrektorem sportowym tejże organizacji, zaś od 1953 do 1960 roku pełnił funkcję trenera reprezentantów Niemiec specjalizujących się w strzelaniach karabinowych. W 1978 roku został ogłoszony członkiem honorowym Niemieckiego Związku Strzelectwa Sportowego. Za swoje zasługi odznaczony Srebrnym Liściem Laurowym.
Zmarł w wieku niespełna 100 lat. Był żonaty, miał syna Markusa. Pochowany w Durlach.

## Medale mistrzostw świata
Opracowano na podstawie materiałów źródłowych:
| Mistrzostwa  | Konkurencja                                        | Wynik             | Miejsce |
| ------------ | -------------------------------------------------- | ----------------- | ------- |
| Lucerna 1939 | Karabin wojskowy leżąc, 300 m                      | 367 pkt.          |         |
| Lucerna 1939 | Karabin małokalibrowy leżąc, 50 m, drużynowo       | 1974 pkt. (druż.) |         |
| Lucerna 1939 | Karabin małokalibrowy klęcząc, 50 m, drużynowo     | 1936 pkt. (druż.) |         |
| Oslo 1952    | Karabin małokalibrowy leżąc, 50 i 100 m, drużynowo | 2349 pkt. (druż.) |         |